# Eyam Woodlands
Eyam Woodlands var en civil parish från 1866 till 1987 då den blev en del av Grindleford och Highlow, i distriktet Derbyshire Dales, i grevskapet Derbyshire, i England. Civil parish var belägen 20 km från Matlock och hade 404 invånare år 1971.